# Маркем (річка)
Маркем, Маркгем (англ. Markham) — річка на острові Нова Гвінея, протікає територією провінцій Моробе Папуа Новій Гвінеї. Впадає в затоку Гуон, Соломонового моря. Має довжину близько 180 км.

## Географія
Річка починає свій витік біля підніжжя гірського хребта Фіністерре, на висоті 475 м, в місці злиття двох невеликих річок Уфін (21 км) і Гусап (20 км) у північно-західній частині провінції Моробе. Тече в південно-східному напрямку широкою рівнинною малозаселеною долиною (5-15 км) і впадає у затоку Гуон, на південно-східній околиці міста Лае. Річка має багато невеликих приток. Найбільші з яких: ліві — Лерон, Ерап; права — Ватут. Річка має швидкоплинну течію в широкому несудноплавному руслі, з численними перекатами, мілинами та острівцям.
Незважаючи на відносно невелику довжину, завдячуючи великій кількості опадів по всій довжині русла, Маркем є доволі багатоводною річкою Папуа Нової Гвінеї (546 м³/с), що складає третю частину від стоку річки Дніпра.

## Історія
Назву річці в 1873 році дав капітан Джон Морсбі в честь сера Клемента Маркема, секретаря Королівського географічного товариства. Найбільшу, праву притоку Ватуф було виявлено між 1912 і 1913 роками. Сьогодні вона називається притока Ватут.